# كريس تورنر (لاعب كرة قدم نيوزلندي)
كريس تورنر (بالإنجليزية: Chris Turner)‏ هو لاعب كرة قدم نيوزلندي، ولد في 13 مارس 1959 في نيوزيلندا. شارك مع منتخب نيوزيلندا لكرة القدم. أما مع النوادي، فقد لعب مع Manurewa AFC ‏.